# Strijkkwartet nr. 6 (Villa-Lobos)
Heitor Villa-Lobos componeerde zijn Strijkkwartet nr. 6 in 1938, toen hij ook bezig was met schrijven van een aantal delen uit Bachianas brasileiras. Deel 1 van dit strijkkwartet is bijna geheel gewijd aan het ritme van de Sertão, een Braziliaanse volksdans uit het die streek van Brazilië, vandaar de bijtitel.

## Delen
1. Poco animato
2. Allegretto
3. Andante, quasi adagio
4. Allegro vivace.

## Bron en discografie
- uitgave Briljant Classics : Cuarteto Latinamericano
- uitgave Naxos: Danubius Quartet
- uitgave Albany Records: Brazilian String Quartet

Strijkkwartet nr. 1 · Strijkkwartet nr. 2 · Strijkkwartet nr. 3 · Strijkkwartet nr. 4 · Strijkkwartet nr. 5 · Strijkkwartet nr. 6 · Strijkkwartet nr. 7 · Strijkkwartet nr. 8 · Strijkkwartet nr. 9 · Strijkkwartet nr. 10 · Strijkkwartet nr. 11 · Strijkkwartet nr. 12 · Strijkkwartet nr. 13 · Strijkkwartet nr. 14 · Strijkkwartet nr. 15 · Strijkkwartet nr. 16 · Strijkkwartet nr. 17